# János Csonka
János Csonka (Szeged, 1852 — Budapeste, 1939) foi um engenheiro húngaro, co-inventor do carburador para motores estacionários, em parceria com Donát Bánki, patenteado em 13 de fevereiro de 1893.